# Claudia Riegler (snowboarder)
Claudia Riegler (Vienna, 7 luglio 1973) è una snowboarder austriaca.
È sorella di Manuela, a sua volta snowboarder di alto livello.

## Biografia
In Coppa del Mondo di snowboard ha esordito il 24 novembre 1994 a Zell am See/Kaprun (14ª nello slalom parallelo), ottenendo il primo podio il 5 marzo 1997 a Grächen (2ª nello snowboard cross) e la prima vittoria il 11 marzo 1999 a Olang nello slalom gigante parallelo.
In carriera ha preso parte a quattro edizioni dei Giochi olimpici invernali, ossia Salt Lake City 2002 (28ª nello slalom gigante parallelo), Vancouver 2010 (7ª nello slalom gigante parallelo), Soči 2014 (11ª nello slalom gigante parallelo, 12ª nello slalom parallelo) e Pyeongchang 2018 (senza terminare la gara), oltre a tredici dei Campionati mondiali, vincendo tre medaglie (un oro nello slalom gigante parallelo a Kreischberg 2015, un argento nella stessa disciplina e un bronzo slalom parallelo a La Molina 2011).

## Palmarès

### Mondiali
- 3 medaglie:
  - 1 oro (slalom gigante parallelo a Kreischberg 2015)
  - 1 argento (slalom gigante parallelo a La Molina 2011)
  - 1 bronzo (slalom parallelo a La Molina 2011)

### Coppa del Mondo
- Miglior piazzamento in classifica generale: 6ª  nel 2002
- Miglior piazzamento nella Coppa del Mondo di parallelo: 3ª nel 2008
- Miglior piazzamento nella Coppa del Mondo di snowboard cross: 6ª nel 1997
- 30 podi:
  - 6 vittorie
  - 8 secondi posti
  - 16 terzi posti

#### Coppa del Mondo - vittorie
| Data           | Luogo       | Paese     | Disciplina |
| -------------- | ----------- | --------- | ---------- |
| 11 marzo 1999  | Valdaora    | Italia    | PGS        |
| 12 marzo 2000  | San Candido | Italia    | SBX        |
| 17 marzo 2001  | Ruka        | Finlandia | SBX        |
| 14 marzo 2002  | Ruka        | Finlandia | PSL        |
| 7 marzo 2015   | Mosca       | Russia    | PSL        |
| 8 gennaio 2019 | Bad Gastein | Austria   | PSL        |

Legenda:

PSL = Slalom parallelo

PGS = Slalom gigante parallelo

SBX = Snowboard cross